# 望陽駅
望陽駅（マンヤンえき）は、大韓民国蔚山広域市蔚州郡にある韓国鉄道公社東海線および蔚山新港線の駅。
旅客列車としては東海電鉄線の電車のみが停車する。

## 駅周辺
- 徳下車両事業所

## 歴史
- 2020年9月15日 - 蔚山新港線の貨物駅として開業[1]。
- 2021年12月28日 - 東海電鉄線が日光駅 - 太和江駅間延伸開業により、旅客営業を開始する[2]。

## 隣の駅
韓国鉄道公社
●東海電鉄線(広域電鉄)
南倉駅 - 望陽駅 - 徳下駅
蔚山新港線
望陽駅 - 龍巌駅